# Santiago Maratea
Santiago Maratea (San Isidro, 25 de junio de 1992) es un Influencer, personalidad de televisión y activista social argentino conocido por impulsar colectas solidarias en redes sociales, ha recaudado fondos para tratamientos médicos, comunidades vulnerables y emergencias ambientales, que ha adquirido visibilidad a través de su actividad en redes sociales.

## Biografía
Maratea es el menor de cuatro hermanos. Su padre, Rafael Maratea, enfrentó dos diagnósticos de cáncer y falleció en 2024 debido a un cáncer de pulmón. Su madre, Mariana, falleció en 2019. Sus hermanos son Tomás y Lucas, mellizos hijos de Mariana, y Josefina. Asistió a varios colegios durante su educación. En su adolescencia, estudió en El Refugio de los Pecadores, pero fue expulsado y luego continuó en el Dardo Rocha, ubicado en  Martínez.

## Trayectoria profesional
En 2013, inició su presencia en plataformas como Twitter y YouTube, y luego expandió su alcance a Instagram, donde comenzó a impulsar iniciativas de apoyo social.
Entre sus campañas se encuentran la recaudación de fondos para el tratamiento de niños con enfermedades graves, el apoyo a atletas argentinos que necesitaban financiamiento para competir internacionalmente, la ayuda a comunidades indígenas en situaciones de vulnerabilidad, además de los incendios en Corrientes de 2022 y el Club Atlético Independiente. En 2024, anunció el fin de dichas campañas.
En reconocimiento a su labor solidaria, ha recibido distinciones en los  Martín Fierro Digital 2022.
Maratea lanzó "Socios de Maratea", un sistema de membresía para financiar su carrera futbolística y la de sus compañeros en el  Club Atlético Colegiales. La iniciativa ha generado debate sobre la transparencia en el manejo de fondos y preocupaciones por la seguridad de los datos de los suscriptores.
En 2025, Maratea va a estar listo para conducir "trato hecho" por América TV.

## Premios y nominaciones
| Año  | Premio                     | Categoría                               | Trabajo nominado                                | Resultado | Ref.   |
| ---- | -------------------------- | --------------------------------------- | ----------------------------------------------- | --------- | ------ |
| 2024 | Martín Fierro Digital 2024 | El más interactivo                      | Famosos con más interacción en redes            | Nominado  | [ 10 ] |
| 2024 | Martín Fierro Digital 2024 | Mejor Instagramer 2024                  | Famosos con más interacción en redes            | Nominado  | [ 11 ] |
| 2023 | Martín Fierro Digital 2023 | Mejor Contenido de opinión              | Famosos que generaron debates en redes sociales | Nominado  | [ 12 ] |
| 2023 | Martín Fierro Digital 2023 | Mejor Instagramer                       | Famosos con más interacción en redes            | Ganador   | [ 13 ] |
| 2023 | Martín Fierro Digital 2023 | Mejor Influencer                        | Famosos con más interacción en redes            | Ganador   | [ 14 ] |
| 2022 | Martín Fierro Digital 2022 | El más votado por la gente en Instagram | Famosos elegidos por votación del público       | Ganador   | [ 15 ] |
| 2022 | Martín Fierro Digital 2022 | Martin Fierro de Oro                    | Mención especial entregada por APTRA            | Ganador   | [ 16 ] |

## Impacto y reconocimiento
Por sus iniciativas, Santiago Maratea es una figura clave en la solidaridad digital, generando debate sobre el rol de los influencers en la movilización social.

## Vida privada
Maratea tiene una restricción permanente con Warner Bros. tras ingresar sin autorización a sus estudios en Estados Unidos en 2015, lo que llevó a su detención por la policía.
Maratea también compartió públicamente que sufrió abuso por parte de un amigo de su infancia.
Maratea ha sido vinculado sentimentalmente con figuras del ámbito del entretenimiento. Entre los nombres que han trascendido públicamente se encuentra Guillermina Valdés, con quien se especuló sobre una relación tras su separación de Marcelo Tinelli en 2022. También se lo ha relacionado con Lizardo Ponce y Malena Villa, aunque estas versiones no fueron confirmadas.